# دانيال إي. أتكينز
دانيال إي. أتكينز (بالإنجليزية: Daniel E. Atkins III)‏ هو أكاديمي أمريكي، ولد في 7 سبتمبر 1962.